# Марко Ивовић
Марко Ивовић (Љиг, 22. децембар 1990) српски је одбојкаш. Игра на позицији примача сервиса. 

## Играчка каријера

### Клупска каријера
Ивовић је одбојком почео да се бави у Спартаку из родног Љига, а пажњу јавности је скренуо наступима за Војводину (2009—2012), са којом је два пута освојио Куп Србије (2009/10, 2011/12). 
Након одласка из Новог Сада (2012), промијенио је четири клуба: турски Малије Мили Пијанго (2012/13), француски Пари Волеј (2013/14), пољску Асеко Решовију (2014/15) и руско Белогорје (од 2015).
И док са турским тимом није постигао ништа спектакуларно, дотле се у Пари Волеју, сјајним партијама (добитник је признања за најкориснијег играча ЦЕВ купа и Лиге А у сезони 2013/14) и освојеним трофејима (поменути ЦЕВ куп и Суперкуп Француске) препоручио најквалитетнијим европским тимовима.
У сезони 2014/15. је, са Асеко Решовијом, био првак пољске лиге и финалиста Купа Пољске и Лиге шампиона. Играо је веома добро, па је, почетком маја 2015, добио и прихватио издашну понуду руског великана из Белгорода — Белогорја. То ће бити његов пети клуб у профи каријери.

### Репрезентативна каријера
Први позив за учешће у акцијама репрезентације Србије, Ивовић је добио 2012, да би, годину дана касније, одиграо и прве утакмице за орлове, са којима је освојио бронзану медаљу на Европском првенству 2013. и сребро у Свјетској лиги 2015.
Стандардан је репрезентативац и, закључно са финалном утакмицом Свјетске лиге 2015, 57 пута је наступао за национални тим. Са репрезентацијом је освојио златну медаљу у Паризу на Европском првенству 2019. године победом у финалу против Словеније са 3:1.